# Папуловская волость
Папуловская во́лость — волость в составе Великоустюжского уезда Северо-Двинской губернии РСФСР (в 1918—1924 годах), Вологодской губернии (до 1918). Волостной центр — Папулово.
В настоящее время территория волости относится к Лузского района Кировской области.

## История
Упразднена в 1924 году с включением территории в созданный Лальский район.

## Состав волости
На 1893 год входила в II стан Вологодской губернии.
По данным на 1913 год входили 131 населённый пункт
- Абросимова (ныне — Абросимово, упразднен в 1986 году)
- Аксеновская
- Аленкина (ныне — Аленкино)
- Алешевская
- Афанасова
- Бабаевская
- Басковская
- Бекетова
- Березина (ныне — Березино)
- Березинская
- Березникова
- Боброва (ныне — Боброво)
- Большедворская
- Большедворская (Рыбино)
- Боталова
- Брюхановская
- Бурковская
- Бушковская
- Быковская
- Ванькова
- Васковская
- Вахрушева
- Верюковская
- Ветлугинская
- Волочек
- Ворониха (Ильинская)
- Гавриловская
- Гагашинская
- Гладышевская
- Глинская
- Горка
- Горка Выставок
- Грибошинская
- Грибошинский Выставок
- Данилово
- Долгий Прислон
- Домочаевская
- Драгинская
- Егоминская
- Емельяновская
- Жеребчиха
- За деревней Фоминской
- за деревней Харитоновской
- Заборье
- Заокатьевская (1-я, 2-я)
- Захаровская
- Зеленская
- Зманова
- Зябловская
- Ивашевская
- Ивашевская Выставка (1-я, 2-я)
- Карамновская
- Кикосовская
- Княжевская
- Козинская
- Козьминская
- Комельская
- Кондратова
- Константиновская
- Короваева
- Косковская
- Курлаковская
- Лобаниха
- Лодыжка
- Ломтевская
- Лопатовская
- Лухтановская
- Лямцова
- Малинники
- Мальцова
- Медведевская
- Миниевская
- Митрошинская
- Михайловская Роспашь
- Моисеева Гора
- Моторыгина
- Муксунов Прислон
- Мурыгино Плесо
- Мысовская
- Мясовская
- Надеевская
- Насоновская
- Наумовская
- Некрасовская
- Никитинская
- Новая Присадка (Чураково)
- Павлушинская
- Павшинская
- Папулово (Папуловская, Папуловское) — волостной центр
- Пасхалинская
- Пахомова
- Пашутинская
- Перевозская (ныне — Перевоз)
- Пестовская
- Печерка
- Плишкинская
- Плишкинский Выставок
- По речке Зеленке
- Подгорица
- Подгорная Выставка
- Подлесная
- Попова
- Правдина
- Прислон
- Прислонец
- Прислонская
- Прокошевская
- Пятинская
- Раздобурина
- Романова Гора
- Семеновская
- Сидориха
- Соврижинская
- Созютина
- Спиринская
- Старчевская
- Степанцова Пустошь
- Тереховская
- Тереховский Выставок
- Тимошинская
- Улановская
- Ушакова
- Ушкинская
- Филина
- Фоминская
- Харитоновская (ныне — Харитоново)
- Чирковская (ныне — Чирково)
- Чумовица
- Чуракова (ныне — Чураково)
- Чухла
- Шипицинская